# Wojciech Kościelniak
Wojciech Kościelniak (ur. 12 grudnia 1965 we Wrocławiu) – polski aktor i reżyser teatralny.

## Życiorys
Jest absolwentem wrocławskiego Wydziału Zamiejscowego Państwowej Wyższej Szkoły Teatralnej im. Ludwika Solskiego. W sezonie 1987/1988 był aktorem Teatru im. Cypriana Kamila Norwida w Jeleniej Górze, w latach 1988–2001 Teatru Polskiego we Wrocławiu, zagrał m.in. Sergiusza w Płatonowie w reż. Jerzego Jarockiego, Merkucja w Romeo i Julia w reż. Tadeusza Bradeckiego, Michała Astrowa w Wujaszku Wani w reż. Jerzego Jarockiego. W 1988 otrzymał II nagrodę na IX Przeglądzie Piosenki Aktorskiej, w 1996 nagrodę im. Aleksandra Bardiniego na XVII Przeglądzie Piosenki Aktorskiej. Był reżyserem spektaklu Syrena Elektro (1995), Gali PPA w 1997, musicalu Hair (1999) i Sen nocy letniej (1999) w Teatrze Muzycznym im. Danuty Baduszkowej w Gdyni. 
W latach 2001–2004 był dyrektorem naczelnym i artystycznym Teatru Muzycznego-Operetki Wrocławskiej, w latach 2004–2006 dyrektorem naczelnym i artystycznym Teatru Muzycznego „Capitol” we Wrocławiu. Dla „Capitolu” wyreżyserował spektakle: Opera za trzy grosze (2002), Kaj i Gerda, baśń o Królowej Śniegu (2003), Gorączka (2003), Mandarynki i Pomarańcze (2003), Galeria (2004), West Side Story (2004), Scat (2005), Idiota (2009), Frankenstein (2011), Mistrz i Małgorzata (2013). Współpracuje z wieloma teatrami w Polsce, wystawił m.in. musicale Francesco (2007), Lalka (2010), Bal w Operze (2012) i Chłopi (2013) – w Teatrze Muzycznym im. Danuty Baduszkowej w Gdyni, a także Ferdydurke (2008) i Summertime (2010) w Teatrze im. Wojciecha Bogusławskiego w Kaliszu, Operetkę (2012) w Teatrze Dramatycznym im. Gustawa Holoubka w Warszawie, Hallo Szpicbródka (2012) w Teatrze Syrena, Bracia Dalcz i spółka (2014) w Teatrze im. Juliusza Słowackiego w Krakowie, Chicago (2017) i Pretty Woman - The Musical (2020) w Krakowskim Teatrze VARIÉTÉ.
Był laureatem Srebrnej (1985) i Brązowej (1988) Iglicy, Nagrody Prezydenta Wrocławia (1996 i 2003), Statuetki Gryfa – Pomorskiej Nagrody Artystycznej za reżyserię Hair (2000), Nagrody im. Jana Kiepury (2003 i 2011 – za reżyserię Lalki). W 2014 otrzymał Nagrodę Specjalną miesięcznika Teatr za „stworzenie nowej formuły musicalu, wprowadzenie na scenę muzyczną polskiej i europejskiej klasyki literackiej”, Wrocławską Nagrodę Teatralną za reżyserię Mistrza i Małgorzaty oraz Galion Gdyński i nagrodę marszałka województwa pomorskiego za reżyserię Chłopów.
W 2009 został odznaczony Brązowym, a w 2018 Srebrnym Medalem „Zasłużony Kulturze Gloria Artis”. W 2016 został laureatem Nagrody im. Tadeusza Boya-Żeleńskiego.